# 1880年代の航空
< 1880年代
1870年代の航空 - 1880年代の航空 - 1890年代の航空

## 1880年
- 1月31日 - ドイツのフリードリッヒ・ヘルマン・ヴェルファートとゲオルク・バウムガルテンが開発した飛行船が試験されたが墜落した。
- イギリス陸軍がアーデルショットでの演習で初めて気球を使用した。

## 1881年
- フランスのルイ・ピエール・ムイヤールが固定翼を持つグライダーを提案した著書、『空の帝王』"L'Empire de l'Air"を出版した。
- 4月 - アレクサンドル2世の暗殺事件で爆弾を準備し、死刑になったロシアの革命家、ニコライ・キバリチチが火薬を連続的に爆発させることによって推力を得て飛行する構想のメモを残したが、公表されたのは1918年になってからであった。
- 9月8日 - ドイツ航空振興協会（Deutsche Verein zur Förderung der Luftschifffahrt）が設立された。

## 1882年
- ベルリンのドイツ航空振興協会（Deutsche Verein zur Förderung der Luftschifffahrt）が航空雑誌"Zeitschrift fur Luftschiffahrt" を刊行した。

## 1883年
- 8月28日 - アメリカ合衆国のジョン・ジョセフ・モンゴメリーがカリフォルニア州サンディエゴでグライダーによるアメリカで最初の飛行を行った。
- 10月8日 - フランスのガストン・ティサンディエが飛行船に電気モーターで駆動するプロペラを取り付け、これが史上最初の電気駆動による飛行となった。

## 1884年

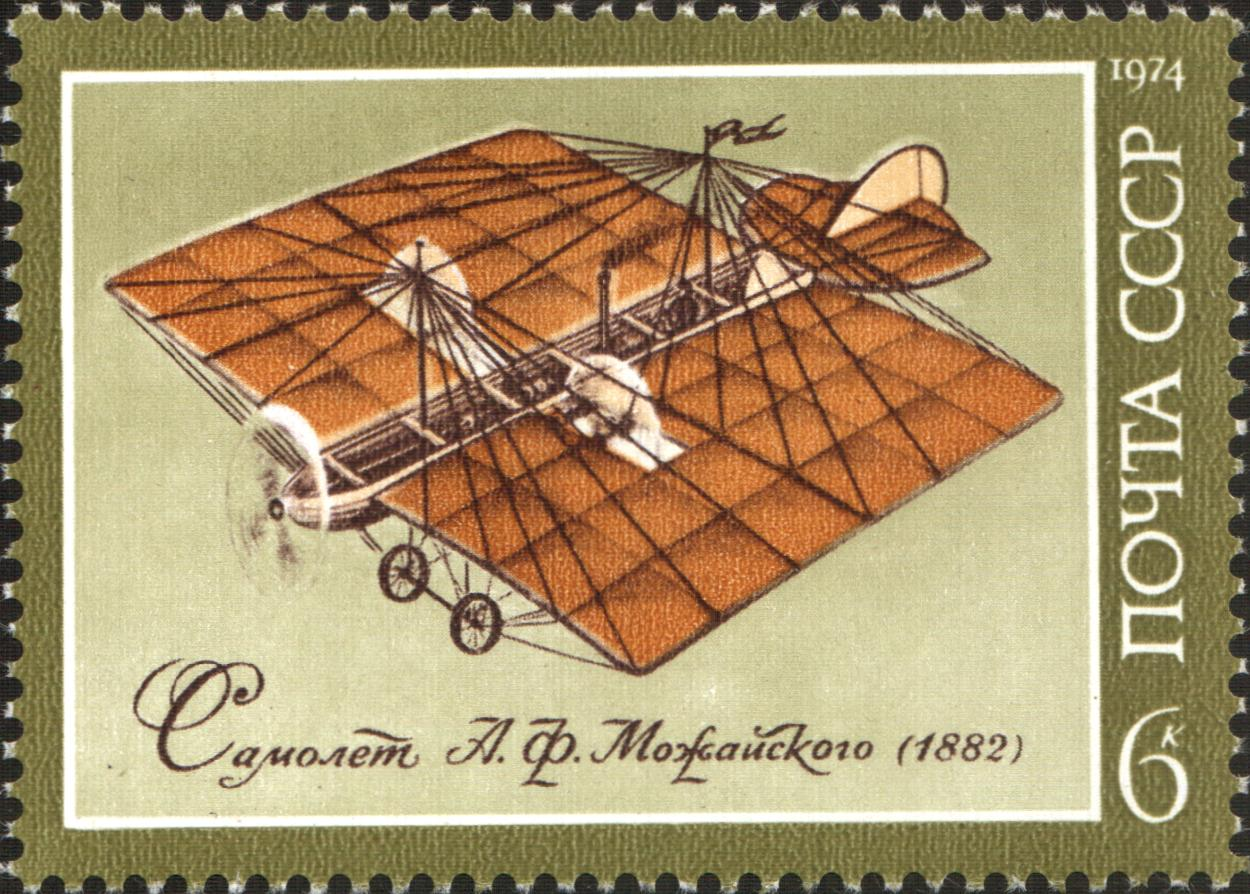
モジャイスキーの飛行機（ソ連の1974年の切手）

- 8月9日 - シャルル・ルナールとアルチュール・クレブスの飛行船、「フランス号」(La France)が電池を動力源とする電動機で駆動するプロペラで飛行し、周回飛行を行った。23分の飛行で約8kmの飛行に成功した。
- 7月20日 - ロシアのアレクサンドル・モジャイスキーが蒸気機関を動力とする翼幅の航空機の飛行実験を実施した。滑走台から発進し30メートルほどジャンプした後に右に傾いて大破したため、一般的には飛行とは認められていない。

## 1886年
- 9月12-13日 - フランスのHenri Hervé とGaston Alluardが熱気球で24時間を超える飛行を行った。

## 1888年
- 8月10日 - ゴットリープ・ダイムラーが開発したStanduhrエンジンを積んだフリードリッヒ・ヘルマン・ヴェルファートの飛行船がカンシュタットから10kmの距離を往復した。

## 1889年
- イギリスのパーシヴァル・スペンサーがアイルランドのドラムコンドラで気球から、パラシュートを使った降下に成功した。
- オットー・リリエンタールが『飛行技術の基礎としての鳥の飛翔（Der Vogelflug als Grundlage der Fliegekunst ）』を出版した。